# آدونه ستلین
آدونه ستلین (به ایتالیایی: Adone Stellin) بازیکن فوتبال و اهل ایتالیا است که از سال ۱۹۴۸ میلادی عضو تیم ملی فوتبال ایتالیا بوده و در ۲ بازی ملی حضور داشته‌است. او در بازی‌های ملی‌اش ۱ گل به ثمر رساند.
آدونه ستلین آخرین بازی ملی خود را در سال ۱۹۴۸ میلادی انجام داد.